# نجد المجران (يريم)

تعديل مصدري - تعديل

نجد المجران محلة تابعة لقرية بلسان، التابعة لعزلة عبيدة بمديرية يريم إحدى مديريات محافظة إب في الجمهورية اليمنية.، بلغ تعداد سكانها 387 حسب تعداد اليمن لعام 2004.